# Championnat de Pologne de football de deuxième division 2012-2013
Navigation
I liga 2011-2012 I liga 2013-2014
La saison 2012-2013 du championnat de Pologne de football de deuxième division est la soixante-cinquième saison de l'histoire de la compétition. Ce championnat oppose dix-huit clubs polonais en une série de trente-quatre rencontres, disputées selon le système aller-retour où les différentes équipes s'affrontent une fois par phase, et où les deux premiers gagnent le droit d'accéder à la première division l'année suivante. Cette édition débute le 4 août 2012 et se termine le 8 juin 2013.
Le ŁKS Łódź et le Cracovia sont les deux clubs relégués de première division. L'Okocimski KS Brzesko, le Stomil Olsztyn, le Miedź Legnica et le GKS Tychy sont ceux qui accèdent à la division cette saison, en provenance du niveau inférieur.
Après la 22e journée, le ŁKS Łódź se retire de la compétition à la suite de graves problèmes financiers et est relégué un an seulement après sa descente en deuxième division.
Premier à partir de la 32e journée, le Zawisza Bydgoszcz, pensionnaire de troisième division il y a encore trois saisons, est finalement sacré champion de deuxième division et accède à l'élite, en compagnie du Cracovia qui « fait l'ascenseur », et qui double le Bruk-Bet Nieciecza lors de l'ultime journée.
À l'opposé, en plus du ŁKS Łódź qui a déclaré forfait, le Warta Poznań et le Polonia Bytom sont les clubs relégués cette saison. Profitant du fait que le Polonia Varsovie (pensionnaire d'Ekstraklasa en 2012-2013, et relégué administrativement) n'a pas reçu de licence pour jouer en deuxième division en 2013-2014, l'Okocimski KS Brzesko, quinzième cette saison, évite la relégation.

## Les dix-huit clubs participants
| \| Arka Nieciecza Cracovia Dolcan Flota Bogdanka Katowice Tychy Kolejarz ŁKS Miedź Brzesko Olimpia G. Bytom Sandecja Stomil Warta Zawisza \| Localisation des clubs engagés dans le championnat. |
| Arka Nieciecza Cracovia Dolcan Flota Bogdanka Katowice Tychy Kolejarz ŁKS Miedź Brzesko Olimpia G. Bytom Sandecja Stomil Warta Zawisza                                                           |

| Club                 | 2011- 2012     | Entraîneur actuel   | Depuis | Stade                          | Capacité |
| -------------------- | -------------- | ------------------- | ------ | ------------------------------ | -------- |
| Arka Gdynia          | 7e             | Paweł Sikora        | 2012   | Stade municipal de Gdynia      | +15 139, |
| Bruk-Bet Nieciecza   | 5e             | Kazimierz Moskal    | 2012   | Stade du Bruk-Bet Nieciecza    | +02 093, |
| Cracovia             | 16e (D1)       | Wojciech Stawowy    | 2012   | Stade Józef Piłsudski          | +15 016, |
| Dolcan Ząbki         | 14e            | Robert Podoliński   | 2011   | Stade municipal de Ząbki       | +03 583, |
| Flota Świnoujście    | 8e             | Tomasz Kafarski     | 2013   | Stade municipal de Świnoujście | +03 240, |
| GKS Bogdanka         | 6e             | Piotr Rzepka        | 2011   | Stade du Górnik Łęczna         | +07 226, |
| GKS Katowice         | 13e            | Rafał Górak         | 2011   | Stade du GKS Katowice          | +06 710, |
| GKS Tychy            | 2e (D3 ouest)  | Piotr Mandrysz      | 2011   | Stade municipal de Jaworzno    | +07 000, |
| Kolejarz Stróże      | 4e             | Przemysław Cecherz  | 2011   | Stade du Kolejarz Stróże       | +01 500, |
| ŁKS Łódź             | 15e (D1)       | Marek Chojnacki     | 2012   | Stade municipal de Łódź        | +04 994, |
| Miedź Legnica        | 1er (D3 ouest) | Bogusław Baniak     | 2011   | Stade municipal de Legnica     | +06 177, |
| Okocimski KS Brzesko | 1er (D3 est)   | Krzysztof Łętocha   | 2009   | Stade de l'Okocimski Brzesko   | +03 000, |
| Olimpia Grudziądz    | 11e            | Tomasz Asensky      | 2012   | Stade municipal de Grudziądz   | +05 000, |
| Polonia Bytom        | 15e            | Jacek Trzeciak      | 2012   | Stade Edward Szymkowiak        | +06 000, |
| Sandecja Nowy Sącz   | 12e            | Mirosław Hajdo      | 2013   | Stade Władysław Augustynek     | +05 000, |
| Stomil Olsztyn       | 2e (D3 est)    | Zbigniew Kaczmarek  | 2010   | Centre des sports d'Olsztyn    | +16 800, |
| Warta Poznań         | 10e            | Czesław Owczarek    | 2012   | Stade de la route de Dębińska  | +02 500, |
| Zawisza Bydgoszcz    | 3e             | Ryszard Tarasiewicz | 2013   | Stade Zdzisław Krzyszkowiak    | +20 247, |

Légende :
- Relégué de première division
- Promu de troisième division

## Compétition

### Classement

#### Classement général
| Rang | Équipe                   | Pts                               | J                                 | G                                 | N                                 | P                                 | Bp                                | Bc                                | Diff                              |
| ---- | ------------------------ | --------------------------------- | --------------------------------- | --------------------------------- | --------------------------------- | --------------------------------- | --------------------------------- | --------------------------------- | --------------------------------- |
| 1    | Zawisza Bydgoszcz        | 66                                | 34                                | 19                                | 9                                 | 6                                 | 69                                | 26                                | +43                               |
| 2    | Cracovia (R)             | 64                                | 34                                | 19                                | 7                                 | 8                                 | 48                                | 35                                | +13                               |
| 3    | Bruk-Bet Nieciecza       | 63                                | 34                                | 19                                | 6                                 | 9                                 | 54                                | 28                                | +26                               |
| 4    | Flota Świnoujście        | 63                                | 34                                | 19                                | 6                                 | 9                                 | 57                                | 33                                | +24                               |
| 5    | Arka Gdynia              | 57                                | 34                                | 17                                | 6                                 | 11                                | 46                                | 29                                | +17                               |
| 6    | GKS Tychy (P)            | 55                                | 34                                | 15                                | 10                                | 9                                 | 44                                | 28                                | +16                               |
| 7    | Dolcan Ząbki             | 54                                | 34                                | 16                                | 6                                 | 12                                | 52                                | 41                                | +11                               |
| 8    | Miedź Legnica (P)        | 53                                | 34                                | 15                                | 8                                 | 11                                | 49                                | 42                                | +7                                |
| 9    | Olimpia Grudziądz        | 51                                | 34                                | 13                                | 12                                | 9                                 | 39                                | 34                                | +5                                |
| 10   | GKS Katowice             | 50                                | 34                                | 14                                | 8                                 | 12                                | 43                                | 36                                | +7                                |
| 11   | Kolejarz Stróże          | 50                                | 34                                | 14                                | 8                                 | 12                                | 47                                | 45                                | +2                                |
| 12   | GKS Bogdanka             | 46                                | 34                                | 11                                | 13                                | 10                                | 37                                | 42                                | -5                                |
| 13   | Stomil Olsztyn (P)       | 38                                | 34                                | 8                                 | 14                                | 12                                | 37                                | 45                                | -8                                |
| 14   | Sandecja Nowy Sącz       | 37                                | 34                                | 10                                | 7                                 | 17                                | 35                                | 54                                | -19                               |
| 15   | Okocimski KS Brzesko (P) | 32                                | 34                                | 7                                 | 11                                | 16                                | 38                                | 54                                | -16                               |
| 16   | Warta Poznań             | 28                                | 34                                | 7                                 | 7                                 | 20                                | 34                                | 57                                | -23                               |
| 17   | Polonia Bytom            | 22                                | 34                                | 5                                 | 7                                 | 22                                | 29                                | 64                                | -35                               |
| 18   | ŁKS Łódź (R)             | Déclare forfait après 22 journées | Déclare forfait après 22 journées | Déclare forfait après 22 journées | Déclare forfait après 22 journées | Déclare forfait après 22 journées | Déclare forfait après 22 journées | Déclare forfait après 22 journées | Déclare forfait après 22 journées |

| Légende : Promotions et relégations | Légende : Promotions et relégations                                  |
| ----------------------------------- | -------------------------------------------------------------------- |
|                                     | Promotion en Ekstraklasa : 1er et 2e                                 |
|                                     | Relégation en II liga : 16e et 17e                                   |
|                                     | Forfait, relégation administrative                                   |
|                                     | (R) : Relégué de première division (P) : Promu de troisième division |

#### Équipe en tête journée par journée
Note : La frise ne prend pas en compte les matches joués en retard.

### Tableau des rencontres
| Résultats (▼dom., ►ext.)                                             | ARK | BRU | CRA | DOL | FLO | GKS | KAT | TYC | KOL | ŁKS | MIE | OKS | OLI | POL | SAN | STO | WAR | ZAW |
| Arka Gdynia                                                          |     | 0-1 | 1-1 | 1-2 | 0-1 | 2-0 | 1-2 | 2-1 | 3-1 |     | 1-0 | 3-1 | 0-1 | 3-1 | 3-0 | 0-1 | 2-0 | 0-1 |
| Bruk-Bet Nieciecza                                                   | 3-2 |     | 2-0 | 3-1 | 4-0 | 0-0 | 1-0 | 1-3 | 4-2 | 3-1 | 1-2 | 4-0 | 1-1 | 3-0 | 0-1 | 1-0 | 3-0 | 0-1 |
| Cracovia                                                             | 1-0 | 2-1 |     | 0-2 | 1-1 | 2-0 | 1-0 | 0-1 | 2-2 | 4-2 | 1-1 | 1-0 | 0-0 | 2-0 | 1-0 | 1-0 | 2-1 | 3-1 |
| Dolcan Ząbki                                                         | 1-4 | 0-1 | 3-1 |     | 0-1 | 5-0 | 2-0 | 0-1 | 1-4 | 1-1 | 1-1 | 1-0 | 2-0 | 4-1 | 1-1 | 2-0 | 2-0 | 1-0 |
| Flota Świnoujście                                                    | 3-0 | 4-1 | 1-2 | 2-0 |     | 3-1 | 3-1 | 1-0 | 0-1 |     | 1-1 | 1-0 | 1-0 | 2-0 | 4-0 | 0-1 | 2-1 | 0-3 |
| GKS Bogdanka                                                         | 2-1 | 1-0 | 0-2 | 2-1 | 1-1 |     | 2-1 | 2-0 | 1-0 |     | 2-2 | 1-2 | 2-1 | 3-1 | 2-2 | 0-0 | 3-1 | 1-1 |
| GKS Katowice                                                         | 1-2 | 1-2 | 1-1 | 1-0 | 2-0 | 1-0 |     | 1-0 | 2-0 | 1-2 | 0-2 | 1-2 | 1-1 | 4-2 | 0-0 | 4-2 | 1-1 | 1-0 |
| GKS Tychy                                                            | 0-0 | 0-3 | 2-0 | 1-2 | 1-0 | 0-0 | 1-1 |     | 1-1 | 3-1 | 1-0 | 0-1 | 2-1 | 0-0 | 1-1 | 0-0 | 5-0 | 2-2 |
| Kolejarz Stróże                                                      | 1-1 | 0-1 | 0-1 | 2-3 | 1-2 | 3-0 | 2-2 | 2-1 |     | 2-1 | 2-1 | 3-0 | 0-0 | 1-3 | 1-0 | 2-2 | 1-0 | 2-1 |
| ŁKS Łódź                                                             | 0-2 |     |     |     | 1-7 | 1-1 | 0-1 |     |     |     | 0-1 |     | 0-3 |     | 3-2 | 0-2 | 0-2 | 1-1 |
| Miedź Legnica                                                        | 1-1 | 2-1 | 1-3 | 3-2 | 0-2 | 2-0 | 0-2 | 2-1 | 0-0 |     |     | 0-0 | 2-1 | 1-0 | 3-1 | 1-2 | 5-2 | 1-2 |
| Okocimski KS Brzesko                                                 | 1-1 | 1-2 | 0-2 | 1-2 | 2-2 | 1-1 | 1-4 | 1-3 | 1-1 | 0-1 | 2-2 |     | 0-0 | 1-1 | 0-1 | 3-3 | 2-0 | 1-4 |
| Olimpia Grudziądz                                                    | 0-1 | 0-0 | 2-0 | 0-0 | 2-1 | 1-1 | 2-1 | 1-3 | 2-1 | 3-1 | 2-0 | 0-0 |     | 2-2 | 2-2 | 2-1 | 4-2 | 1-0 |
| Polonia Bytom                                                        | 0-1 | 0-3 | 1-3 | 3-1 | 2-1 | 0-1 | 1-1 | 0-3 | 0-1 | 1-1 | 1-3 | 0-3 | 1-2 |     | 0-1 | 1-1 | 2-0 | 0-4 |
| Sandecja Nowy Sącz                                                   | 1-2 | 0-0 | 1-2 | 2-1 | 0-2 | 1-0 | 0-2 | 1-2 | 1-2 |     | 1-0 | 4-3 | 2-0 | 3-0 |     | 0-2 | 0-1 | 0-5 |
| Stomil Olsztyn                                                       | 0-2 | 0-0 | 3-0 | 1-2 | 1-1 | 2-2 | 0-0 | 1-1 | 2-3 | 0-0 | 1-2 | 0-4 | 1-1 | 0-0 | 4-0 |     | 0-2 | 0-5 |
| Warta Poznań                                                         | 0-1 | 2-0 | 2-2 | 2-2 | 1-2 | 1-1 | 0-2 | 0-1 | 4-0 |     |     | 1-1 | 0-1 | 2-1 | 2-2 | 1-1 |     | 0-1 |
| Zawisza Bydgoszcz                                                    | 0-0 | 1-1 | 3-1 | 1-1 | 2-2 | 1-1 | 2-0 | 0-0 | 2-0 |     | 5-1 | 4-0 | 3-0 | 3-1 | 3-1 | 2-3 | 2-0 |     |
| - Victoire à domicile - Match nul - Victoire à l'extérieur - Forfait |     |     |     |     |     |     |     |     |     |     |     |     |     |     |     |     |     |     |

1. ↑  En l'occurrence, défaites par forfait du ŁKS Łódź et du Warta Poznań contre le Miedź Legnica.

### Bilan de la saison
| Tableau d'Honneur |                     |
| Compétition       | Vainqueur           |
| I liga            | Zawisza Bydgoszcz   |
| Coupe de Pologne  | Legia Varsovie (D1) |

| Promotions et relégations |                   |
| Promus en Ekstraklasa     | Zawisza Bydgoszcz |
| Promus en Ekstraklasa     | Cracovia          |

| Promotions et relégations               |                           |
| Relégués en II liga                     | Warta Poznań              |
| Relégués en II liga                     | Polonia Bytom             |
| Relégué en IV liga (administrativement) | ŁKS Łódź                  |
| Promus de II liga                       | Wisła Płock (groupe est)  |
| Promus de II liga                       | Puszcza Niepołomice       |
| Promus de II liga                       | ROW Rybnik (groupe ouest) |
| Promus de II liga                       | Chojniczanka Chojnice     |

## Statistiques

### Meilleurs buteurs
22 buts
- Maciej Kowalczyk (en) (Kolejarz Stróże)

15 buts
- Paweł Abbott (Zawisza Bydgoszcz)
- Vladimir Boljević (en) (Cracovia)
- Marcus Vinícius (en) (Arka Gdynia)

13 buts
- Arkadiusz Aleksander (en) (Sandecja Nowy Sącz (7 buts) puis Flota Świnoujście)
- Jakub Grzegorzewski (en) (Miedź Legnica)
- Dariusz Pawlusiński (en) (Bruk-Bet Nieciecza)
- Mateusz Piątkowski (Dolcan Ząbki)
- Przemysław Pitry (en) (GKS Katowice)

Source : 90minut.pl

## Couverture médiatique
Le championnat est retransmis par Orange sport, qui en mai 2013 renouvelle son accord avec la fédération jusqu'en 2015.